# Allyn-Grapeview (Washington)
Allyn-Grapeview era un lugar designado por el censo ubicado en el condado de Mason en el estado estadounidense de Washington. En el año 2000 tenía una población de 2004 habitantes y una densidad poblacional de 91,3 personas por km².

## Geografía
Allyn-Grapeview se encuentra ubicado en las coordenadas 47°21′54″N 122°50′9″O / 47.36500, -122.83583.

## Demografía
Según la Oficina del Censo en 2000 los ingresos medios por hogar en la localidad eran de $46.224, y los ingresos medios por familia eran $51.563. Los hombres tenían unos ingresos medios de $45.781 frente a los $29.231 para las mujeres. La renta per cápita para la localidad era de $22.305. Alrededor del 6,5% de la población estaban por debajo del umbral de pobreza.